# Can Planellas (Vilobí d'Onyar)
Can Planellas és un edifici del poble de Salitja, al municipi de Vilobí d'Onyar (Selva), que originalment era la típica masia de tres crugies i dues plantes i golfes amb vessants a laterals. Al llarg dels anys però, ha sofert múltiples reformes que han alterat substancialment la fesomia primitiva. El 1968 Glòria Planellas va comprar la casa a Dolors Serrat. Forma part de l'Inventari del Patrimoni Arquitectònic de Catalunya.

## Descripció
La façana principal dona a la plaça de l'església i conserva el portal central rectangular amb llinda monolítica amb la data inscrita de 1587, i un curiós escut que representa un cor dins d'una tina de fusta. Sobre la porta hi ha una finestra rectangular amb llinda, amb motiu ornamental de fulla de roure, brancals i ampit de pedra motllurat. A banda i banda de la porta hi ha dues portes més, també emmarcades en pedra. Cal remarcar que la de la dreta porta inscrita a la llinda la data de 1792. Tot sembla indicar que la casa ja fou subdividida en tres habitatges al segle xviii. Les dues finestres laterals del primer pis segueixen el mateix model de la central, amb llinda amb motiu ornamental de fulla de roure i ampit motllurat, però són de dimensions més reduïdes.
La façana presenta altres obertures senzilles que es van obrir posteriorment. La part de les golfes ha estat molt alterada amb l'afegit d'una terrassa que s'hi va fer als anys setanta. El ràfec dels dos vessants estan a nivells diferents, ja que al costat esquerre s'hi ha afegit un pis. En aquest mateix costat esquerre hi ha un cos adossat de planta baixa i terrat i un altre de més antic que conserva obertures de pedra amb impostes. Actualment són tres habitatges independents, propietat de la mateixa família, i l'interior ha estat totalment reformat sense conservar cap dels elements originals.